# Goeracea oregona
Goeracea oregona is een schietmot uit de familie Goeridae. De soort komt voor in het Nearctisch gebied.